# Nikolaj Bujanov
Nikolaj Grigor'evič Bujanov (in russo Никола́й Григо́рьевич Буя́нов?, in ucraino Микола Григорович Буянов?, Mykola Hryhorovyč Bujanov; Mogilëv-Podol'skij, 24 aprile 1925 – Castelnuovo dei Sabbioni, 8 luglio 1944) è stato un militare e partigiano sovietico.

## Biografia

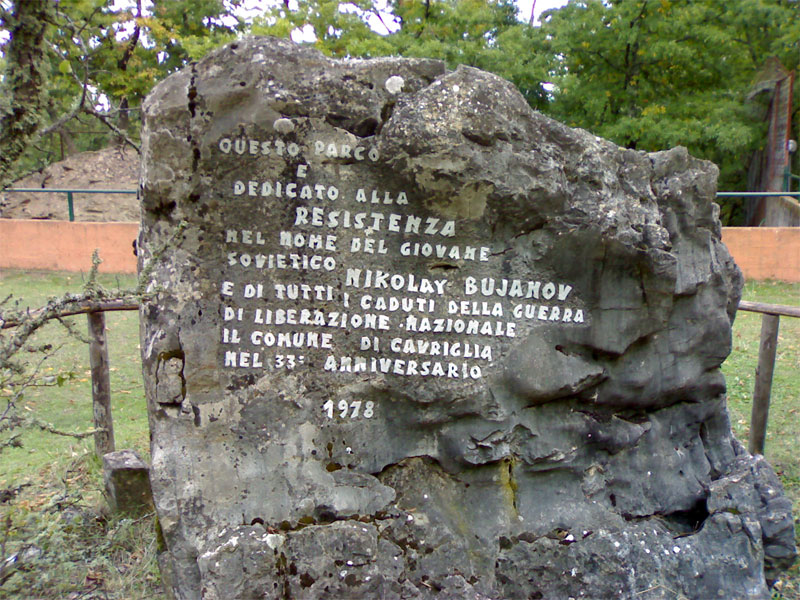
Cippo a Bujanov presso il parco di Cavriglia.

Nato in Ucraina nel 1925, si arruolò nell'Armata Rossa e fu fatto prigioniero dai nazisti durante l'invasione dell'Unione Sovietica. Fu deportato in Italia per essere inquadrato in reparti antipartigiani, ma riuscì a fuggire trovando ospitalità presso una famiglia di San Giovanni Valdarno e successivamente si unì alle formazioni partigiane operanti nel Valdarno aretino. Membro della 5ª Compagnia "Chiatti" della 22ª Brigata Garibaldi "Vittorio Sinigaglia", durante un rastrellamento tedesco a Castelnuovo dei Sabbioni ignorò l'ordine di ritirarsi e venne ucciso mentre proteggeva i compagni e permetteva loro di mettere in salvo donne e bambini di Castelnuovo.
Nel 1978 a Nikolaj Bujanov è stato dedicato un parco a Cavriglia. Nel 1985 gli è stata conferita con Decreto del Presidente della Repubblica la Medaglia d'oro al valor militare alla memoria. Nel 2019 è uscita la prima pubblicazione in italiano riguardante la storia di Nikolaj Bujanov, dal titolo Nikolaj Bujanov. Il partigiano sovietico che dette la vita per Cavriglia.